# 扎羅季謝湖
56°18′19″N 28°59′36″E / 56.30528°N 28.99333°E
扎羅季謝湖（俄语：Зародище），是俄羅斯的湖泊，位於該國西北部，由普斯科夫州負責管轄，處於謝別日區，面積1平方公里，集水區面積28平方公里，平均水深1.3米，最大水深2米。